# Lala Kara Mustafa Pasha
"Lalá" Kará Mustafá Pashá (o simplemente Mustafá Pashá) (alrededor de 1500- 1580) fue un general, estadista y gran visir otomano. En 1549 fue nombrado Beylerbey de Damasco y Kaymakam de Egipto, alcanzando después la posición de Quinto Visir. Como militar, participó en el Sitio de Malta (1565) y fue comandante de las fuerzas de tierra otomanas durante las guerras Turco-Veneciana (1570-1573) y Otomano-Safávida (1578). Posteriormente, ostentó el cargo de Gran Visir del sultán Murad III durante un breve periodo, del 28 de abril de 1580 hasta su fallecimiento, acaecido el 7 de agosto de ese mismo año. El nombre honorífico "Lala" quiere decir "tutor del Sultán" ya que había sido tutor de los shezades Bayezid y Selim, hijos del sultán Solimán el Magnífico. 

## Familia
Kara Mustafa pertenecía a la importante familia  de los Sokolović, que contó con influyentes cortesanos, primero en el reino cristiano de Bosnia y posteriormente en el Imperio Otomano. Fue hermano del segundo Visir Deli Husrev Pasha y primo del Gran Visir Sokollu Mehmet Bajá.
En 1575, se convirtió en "Damat" o yerno de la Dinastía Otomana, por su matrimonio con Hümaşah Sultan, hija del príncipe Mehmed y nieta del sultán Solimán el Magnífico. Tendría un solo hijo conocido de este matrimonio, el Sultanzade Abdülbaki Bey.

## Legado
Fue reconocido como un obstinado militar, tras comandar con éxito en 1571 el gran asalto a Chipre, con un elevado costo para la armada Otomana, pero que lograría poner a la isla bajo control turco por más de tres siglos. Kara Mustafa también fue tristemente célebre por el trato cruel que dio a sus oponentes derrotados en batalla. Se cuenta que durante el Sitio de Malta, el "Lala" montó en cólera al descubrir que tan solo unos 500 Caballeros Hospitalarios, enfermos y debilitados por el asedio, habían ofrecido tan feroz resistencia en el Fuerte de San Telmo, costándole a la armada Otomana más de 4000 vidas, incluida la del legendario almirante Turgut Reis, por lo que ordenó que los caballeros capturados fueran desnudados, vejados, azotados y decapitados, arrojando después los cuerpos al Gran Puerto como advertencia. 
Esta sanguinaria reputación fue aumentada posteriormente por el horrible tratamiento que tuvo para con el general Marco Antonio Bragadin, el defensor veneciano de Famagusta, durante la guerra turco-veneciana, ordenando que fuera mutilado y despellejado vivo, en venganza por el trato dado a los prisioneros turcos de guerra durante el conflicto.
Tras la caída de Famagusta, ordenó convertir la Catedral de San Nicolás en una mezquita, la cual se conoce como Mezquita de Lala Mustafa Pasha hasta el día de hoy.  

## Cultura popular
En la popular serie histórica turca "El Siglo Magnífico" (Muhteşem Yüzyıl), el personaje de "Lala" Kara Mustafa Pasha aparece interpretado por el actor Macit Koper. Aquí, se muestra al "Lala" Mustafa como un cercano consejero y confidente del príncipe Bayaceto, a quien después traiciona para favorecer el ascenso del príncipe Selim al trono Otomano. 